# Autoroute A 710
Die Autoroute A 710 ist eine 2,0 km lange französische Autobahn. Sie verbindet Gerzat mit Clermont-Ferrand an der Autobahn A 71 und deren Kreuzung mit der hier nach Osten abbiegenden A 89.

## Streckenführung
| Position | Anzahl Fahrbahnen | höchste zulässige Geschwindigkeit | km  | Typ                          | Abschnitt                                                                     | Breitengrad | Längengrad |
| -------- | ----------------- | --------------------------------- | --- | ---------------------------- | ----------------------------------------------------------------------------- | ----------- | ---------- |
| 1        | 2                 | 80                                |     | Beginn in Stadt              | bd Edgar Quinet'                                                              | 45.8061     | 3.1314     |
| 2        | 2                 | 80                                | 0.1 | Vollständige Anschlussstelle | Gerzat                                                                        | 45.8061     | 3.1319     |
| 3        | 2                 | 130                               | 3   | Vollständiges Kreuz          | Croisement avec l'A71 (vers Montpellier) et l'A71/A89 (vers Paris, Bordeaux)' | 45.8054     | 3.1507     |
| 4        | 2                 | 130                               | 10  | Ende der Autobahn            | A711 - A89'                                                                   | 45.8285     | 3.2256     |